# Xenija Wassiljewna Krassilnikowa
Xenija Wassiljewna Krassilnikowa (russisch Ксения Васильевна Красильникова, englische Transkription Kseniya Krasilnikova;) (* 18. Juni 1991 in Krasnojarsk) ist eine ehemalige russische Eiskunstläuferin, die im Paarlauf startete.

## Werdegang
Im Jahr 1996 begann Xenija Krassilnikowa mit dem Eiskunstlaufen, seit 2003 startet sie mit Konstantin Besmaternych. Das Paar Krassilnikowa/Besmaternych trainiert bei Walentina Tjukowa und Waleri Tjukow und startet für Orlenok Perm. Das Paar wurde 2008 Juniorenweltmeister. Bei der Winter-Universiade 2009 in Harbin erreichte das Paar den sechsten Rang.
Das Paar trennte sich nach der Nebelhorn Trophy 2009, weil sich Konstantin Besmaternych schwer an der Hand verletzte und das Eiskunstlaufen aufgeben musste.

## Erfolge
| Wettbewerb/Wintersaison            | 04–05 | 05–06 | 06–07 | 07–08 | 08–09 |
| ---------------------------------- | ----- | ----- | ----- | ----- | ----- |
| Olympische Winterspiele            | -     | -     | -     | -     | -     |
| Weltmeisterschaften                | -     | -     | -     | -     |       |
| Europameisterschaften              | -     | -     | -     | -     |       |
| Juniorenweltmeisterschaften        | -     | 3.    | 3.    | 1.    |       |
| Russische Meisterschaften          | 8.    | 9.    | -     | 5.    | 4.    |
| Russische Junioren-Meisterschaften | -     | -     | 1.    | 1.    |       |
| Cup of Russia                      | -     | -     | -     | 5.    | -     |